# FUSE (télescope spatial)
Pour les articles homonymes, voir Fuse.
Le télescope spatial FUSE, acronyme en anglais de Far Ultraviolet Spectroscopic Explorer (Explorateur spectroscopique en ultraviolet lointain)  est un télescope spatial de la NASA, développé et géré par l’université Johns Hopkins (Baltimore, Maryland, États-Unis) avec une petite participation de l’Agence spatiale canadienne et du CNES français. De 1999 à 2007, le spectrographe de FUSE a été utilisé pour produire des spectres électromagnétiques dans le domaine de l’ultraviolet lointain (de 90 à 120 nanomètres). Ces mesures ont permis notamment d’évaluer le rapport deutérium/hydrogène caractéristique importante du modèle cosmologique, de mesurer les caractéristiques et la distribution des gaz chauds de la Voie lactée ainsi que de l'hydrogène moléculaire présent dans l'espace interstellaire. Le satellite, lancé le 24 juin 1999, s'est arrêté de fonctionner en 2007 à la suite de la défaillance de son système de contrôle d'attitude.

## Contexte scientifique
Les transitions électroniques des atomes et molécules les plus abondants dans l'univers (hélium, hydrogène) se traduisent par l'émission de photons dans la partie du spectre électromagnétique située dans l'ultraviolet. C'est dans cette partie du spectre que se trouvent notamment les transitions du deutérium, de grande importance dans le domaine de la cosmologie, la majeure partie de celles de l'hydrogène moléculaire qui permettent de tracer les phases initiales de la formation des étoiles et des planètes ainsi que les transitions de l'ion oxygène  VI qui permettent de détecter les gaz chauds éjectés par les explosions de supernovae noyées dans le halo galactique. 
Le rayonnement ultraviolet est filtré par l'atmosphère et ne peut donc être observé que par des instruments positionnés dans l'espace. Or les télescopes spatiaux qui existaient dans les années 1990, comme le télescope spatial Hubble, sont pratiquement insensibles aux longueurs d'onde inférieures à 1150 Å. De 1972 à 1982, le satellite Copernicus a exploré avec des capacités limitées ce domaine spectral en fournissant des données essentielles sur le milieu interstellaire diffus. Par la suite, des observations limitées ont été effectuées avec des instruments embarqués sur les sondes spatiales Voyager ou dans le cadre de missions de  la navette spatiale américaine (instruments HUT, ORFEUS et IMAPS). Le télescope FUSE a été développé pour couvrir ce domaine peu étudié jusque-là avec une sensibilité 10 000 supérieure à celle de Copernicus.   

### Objectifs
FUSE est rattaché au programme Origins de la NASA dont l'objectif est d'étudier les processus physiques associés à la naissance et à l'évolution des étoiles, des galaxies et de l'univers.  Les principaux objectifs assignés à FUSE sont :
- mesurer la quantité de deutérium existant dans l'univers. Cet isotope de l'hélium est créé au moment de la nucléosynthèse primordiale au moment du Big Bang et est progressivement détruit par les nucléosynthèses stellaires. La mesure de son abondance est une méthode permettant de tester le modèle cosmologique.
- mesurer  la transition de l'oxygène O VI dans la Voie lactée et son halo pour déterminer la distribution et les caractéristiques physiques des gaz chauds au sein de notre galaxie. L'objectif final est de mieux comprendre comment la matière et l'énergie sont transférées dans la galaxie.
- mesurer la distribution et les caractéristiques de l'hydrogène moléculaire présent dans l'espace interstellaire.

## Développement
FUSE est 77e mission du programme Explorer, qui regroupe les missions spatiales scientifiques à cout modéré de l'agence spatiale américaine, la NASA. Au sein de ce programme il s'agit d'une mission de la classe Medium-class Explorers (MIDEX) dont le cout ne doit pas dépasser théoriquement 180 M$. La NASA a confié le développement du satellite au laboratoire APL de l'Université Johns Hopkins situé à Baltimore. Celui-ci gère également le centre de contrôle du satellite. L'université de Berkeley réalise le système de détection et l'Université du Colorado le spectrographe. L'agence spatiale française, le CNES, fournit les réseaux de diffraction du spectrographe tandis que l'Agence spatiale canadienne développe le senseur fin d'erreur du télescope. France et Canada reçoivent en échange 5 % du temps total d'observation (250 orbites d'observation au cours de la première année, sur un total de 850 pour trois ans pour la France, le Canada ayant produit pour sa part, en décembre 2008, environ 17 % de toutes les publications scientifiques portant sur la mission.). La station de réception au sol sera à Warren Moos dans l'ile de Porto Rico. Le cout final du projet est évalué à 250 millions de dollars américains.

## Caractéristiques techniques
FUSE comprend deux sous-ensembles : la plateforme qui regroupe les équipements permettant de faire fonctionner le satellite et la charge utile qui doit remplir les objectifs assignés au satellite. FUSE a une masse totale de 1 360 kg dont 580 kg pour la plateforme et 780 kg pour la charge utile. Le satellite a la forme d'un parallélépipède de 1,2 m x 1,8 m x 5,5 m.

### Charge utile
L'instrument de FUSE couvre l'ensemble du spectre de l'ultraviolet lointain de 905 à 1195 Å. Il comprend un système optique constitué de quatre miroirs paraboliques qui fait converger la lumière, un spectrographe utilisant un réseau de diffraction. Dans le domaine spectral de l'ultraviolet lointain, les systèmes optiques ne réfléchissent les photons très énergétiques que lorsque ceux-ci arrivent sous des incidences rasantes. FUSE utilise des miroirs recouverts de nouveaux revêtements de surface qui améliorent la réflectivité des miroirs utilisés pour faire converger les photons ultraviolets. Quatre miroirs paraboliques primaires sont utilisés pour obtenir une surface collectrice suffisamment importante (de 20  à   80 cm2 en fonction de la longueur d'onde). Deux sont recouverts d'un revêtement de carbure de silicium qui permet une réflectivité de 32 % sur pratiquement l'ensemble du spectre observé tandis que les deux autres reçoivent un revêtement combinant aluminium et fluorure de lithium avec une réflectivité doublée mais limitée aux longueurs d'onde supérieures à 1030 Å. La longueur focale est de 2,245 m.
Les photons réfléchis par les miroirs primaires passent ensuite par une des quatre fentes d'entrée disponibles :  
- 1,25  × 20 " (seconde d'arc)  permettant une résolution maximale même lorsque l'image du télescope est de mauvaise qualité, avec une transmission de 65% (HIRS) ;
- 4" × 20"  avec surface effective maximale et une transmission de 95 % (MDRS);
- 30" × 30"  pour l'étude des objets étendus à plus faible résolution (LWRS) ;
- 0,5" pour les objets extrêmement brillants, avec une transmission de 10 % (PINH)

Le faisceau lumineux traverse ensuite quatre réseaux de diffraction (autant que de miroirs primaires) qui transforment la lumière incidente en un spectre électromagnétique avec une résolution spectrale proche de 30 000. Les réseaux de diffraction sont montés sur un cercle de Rowland de 1 652 mm de diamètre et sont tracés par holographie sur des substrats sphériques pour corriger les aberrations du spectrographe. Les réseaux de diffraction reçoivent des revêtements similaires à ceux des miroirs primaires. La lumière issue des quatre canaux arrive  sur deux détecteurs. La lumière qui ne passe par les fentes est exploitée par des senseurs fins FES (Fine Error Sensor) ayant un champ optique de  20' × 20' capables de détecter des étoiles de magnitude apparente égale à 16 et qui sont chargés du pointage fin du télescope avec une précision de 0,5 seconde d'arc.

## Vie opérationnelle
Le satellite est placé en orbite, le 24 juin 1999, par une fusée Delta II 7320 lancée depuis Cape Canaveral. La durée de la mission fixée initialement à 3 ans est prolongée. En décembre 2004, un problème touchant le système de contrôle d'orientation (panne de la troisième roue de réaction) interrompt les opérations, qui reprennent courant 2005 mais le satellite subit une série de nouvelles pannes. En mai 2007, la dernière roue de réaction cesse de fonctionner et après l'échec des tentatives de réparation, le satellite est mis hors service le 18 octobre 2007. Il devrait effectuer sa rentrée atmosphérique vers 2037.

## Résultats scientifiques
Parmi les résultats obtenus par FUSE au bout de 6 années d'observation en 2006 :
- mesure de la quantité de deutérium présente en différents endroits de la Voie lactée ce qui a permis de mettre au point une théorie concernant l’hétérogénéité observée (la quantité observée va de 5 et 23 parts par million) qui contredisait les hypothèses du modèle cosmologique[6]
- première observation d'azote moléculaire dans l'espace interstellaire[7]
- observation de millions de comètes en cours d'évaporation dans le disque stellaire de l'étoile Beta Pictoris avec une surabondance de carbone[8].
- mesure de  la quantité d'hydrogène moléculaire présente dans l'atmosphère de Mars ainsi que les ratios des combinaisons molécules associées (hydrogène, eau lourde, Deutérure d'hydrogène, vapeur d'eau) permettent d'émettre l'hypothèse qu'un océan profond a pu exister sur la planète il y a 3,5 milliards d'années (cette hypothèse n'a pas été corroborée par les observations de Mars réalisées ultérieurement par d'autres instruments)[8].